# Emelle
Emelle est une municipalité américaine située dans le comté de Sumter en Alabama.

## Démographie
Selon le recensement de 2010, sa population est de 53 habitants. La municipalité s'étend sur 0,21 milles carrés (0,54 km2).
| 1990 | 2000 | 2010 | - |
| ---- | ---- | ---- | - |
| 44   | 31   | 53   | - |